# بوب سيمبسون (لاعب كريكت)
بوب سيمبسون (3 فبراير 1936 في أستراليا - ) (بالإنجليزية: Bob Simpson)‏ هو لاعب كريكت أسترالي. شارك مع منتخب أستراليا الوطني للكريكت. أما مع النوادي، فقد لعب مع فريق جنوب ويلز الجديد للكريكت ‏ وفريق غرب أستراليا للكريكت ‏.

## وصلات خارجية
- بوب سيمبسون على موقع إي آس بي آن كريك إنفو (الإنجليزية)
- بوب سيمبسون على موقع قاعة أستراليا للمشاهير الرياضية (الإنجليزية)